# Clément Lenglet
Clément Lenglet (n. 17 iunie 1995, Beauvais, Picardie⁠(d), Franța) este un fotbalist francez, care joacă pe post de fundaș central la Atlético Madrid în La Liga. Pe plan internațional, are prezențe la națională pentru Franța U16⁠(d), Franța U17⁠(d), Franța U18⁠(d), Franța U19⁠(d), Franța U21⁠(d) și Franța.
Și-a început cariera cu Nancy, făcând 85 de apariții de la debutul său în 2013 și câștigând titlul Ligue 2 în 2015-16. În ianuarie 2017, a fost vândut la Sevilla pentru o sumă de 5 milioane de euro.

## Carieră

### Nancy
Nascut in Beauvais, Oise, Lenglet și-a făcut debutul în Ligue 2 cu Nancy pe 27 septembrie 2013 intr-o remiză fără goluri acasă cu AC Arles-Avignon, intrând în teren după 32 minute înlocuindu-l pe Rémi Walter.
Lenglet a făcut 34 de apariții în sezonul 2015-16, în timp ce Nancy a câștigat titlul de campioană a Ligue 2. A marcat primul gol pentru echipa pe 29 ianuarie 2016, egalând intr-o victorie cu 3-1 în fața lui Clermont. La 25 aprilie, a marcat după o lovitură de colț exzecutată de Benoît Pedretti pentru singurul gol în meciul cu Sochaux de pe Stade Marcel Picot, câștigând promovarea echipei sale în Ligue 1 după o absență de trei ani.
În prima jumătate a sezonului 2016-17, a făcut 18 apariții în Ligue 1 pentru Nancy.

### Sevilla
La data de 4 ianuarie 2017, Lenglet s-a mutat în Spania, semnând un contract cu Sevilla FC până în 2021. Suma transferului plătită lui Nancy a fost de 5 milioane de euro. A fost adus pentru al înlocui pe compatriotul său Timothée Kolodziejczak, care a plecat la Borussia Mönchengladbach.
Și-a făcut debutul pentru Andaluzii opt zile mai târziu, într-o remiză de 3-3 cu Real Madrid în șaisprezecimele din Copa del Rey (înfrângere la scor general 6-3). La 15 ianuarie s-a răzbunat împotriva acelorași adversari într-o victorie cu 2-1 pe Ramón Sánchez Pizjuán Stadium care a încheiat șirul lor de 40 de meciuri fără înfrângere în toate competițiile. A jucat 17 meciuri în campionat în a doua jumătate a sezonului.
La 19 august 2017, Lenglet a marcat primul gol pentru Sevilla, într-o remiză 1-1 împotriva lui RCD Espanyol în primul meci al noului sezon. A marcat primul său gol în competiție europeană pe 1 noiembrie, într-o victorie cu 2-1 împotriva lui FC Spartak Moscova în faza grupelor a Ligii Campionilor UEFA.

### FC Barcelona
La 12 iulie 2018, Lenglet sa alăturat Barcelonei după ce au plătit clauza de eliberare de 35 de milioane de euro. A jucat 90 de minute pentru Barcelona, ajutându-i să-și bată fostul club Sevilla 2-1 în Supercupa Spaniei 2018.

## Statisticile carierei

### Club
La 19 mai 2024.
| Club                         | Sezon         | Ligă           | Ligă    | Ligă   | Cupă    | Cupă   | Cupa Ligii | Cupa Ligii | Europa  | Europa | Altele  | Altele | Total   | Total  |
| Club                         | Sezon         | Divizie        | Meciuri | Goluri | Meciuri | Goluri | Meciuri    | Goluri     | Meciuri | Goluri | Meciuri | Goluri | Meciuri | Goluri |
| ---------------------------- | ------------- | -------------- | ------- | ------ | ------- | ------ | ---------- | ---------- | ------- | ------ | ------- | ------ | ------- | ------ |
| Nancy                        | 2013–14       | Ligue 2        | 3       | 0      | 0       | 0      | 0          | 0          | —       | —      | —       | —      | 3       | 0      |
| Nancy                        | 2014–15       | Ligue 2        | 22      | 0      | 2       | 0      | 2          | 0          | —       | —      | —       | —      | 26      | 0      |
| Nancy                        | 2015–16       | Ligue 2        | 34      | 2      | 1       | 0      | 1          | 0          | —       | —      | —       | —      | 36      | 2      |
| Nancy                        | 2016–17       | Ligue 1        | 18      | 0      | 0       | 0      | 2          | 0          | —       | —      | —       | —      | 20      | 0      |
| Nancy                        | Total         | Total          | 77      | 2      | 3       | 0      | 5          | 0          | 0       | 0      | 0       | 0      | 85      | 2      |
| Sevilla                      | 2016–17       | La Liga        | 17      | 0      | 1       | 0      | —          | —          | 1       | 0      | —       | —      | 19      | 0      |
| Sevilla                      | 2017–18       | La Liga        | 35      | 3      | 8       | 0      | —          | —          | 11      | 1      | —       | —      | 54      | 4      |
| Sevilla                      | Total         | Total          | 52      | 3      | 9       | 0      | —          | —          | 12      | 1      | —       | —      | 73      | 4      |
| Barcelona                    | 2018–19       | La Liga        | 23      | 1      | 9       | 1      | —          | —          | 12      | 0      | 1       | 0      | 45      | 2      |
| Barcelona                    | 2019–20       | La Liga        | 28      | 2      | 3       | 1      | —          | —          | 9       | 1      | 0       | 0      | 40      | 4      |
| Barcelona                    | 2020–21       | La Liga        | 33      | 1      | 5       | 0      | —          | —          | 8       | 0      | 2       | 0      | 48      | 1      |
| Barcelona                    | 2021–22       | La Liga        | 21      | 0      | 0       | 0      | —          | —          | 6       | 0      | 0       | 0      | 27      | 0      |
| Barcelona                    | Total         | Total          | 105     | 4      | 17      | 2      | —          | —          | 35      | 1      | 3       | 0      | 160     | 7      |
| Tottenham Hotspur (împrumut) | 2022–23       | Premier League | 26      | 0      | 1       | 0      | 1          | 0          | 7       | 1      | —       | —      | 35      | 1      |
| Aston Villa (împrumut)       | 2023–24       | Premier League | 14      | 0      | 3       | 0      | 0          | 0          | 8       | 0      | —       | —      | 25      | 0      |
| Total carieră                | Total carieră | Total carieră  | 307     | 15     | 33      | 2      | 6          | 0          | 62      | 3      | 3       | 0      | 411     | 20     |

1. ↑  Include Coupe de France, Copa del Rey, FA Cup
2. ↑  Include Coupe de la Ligue, EFL Cup
3. 1 2 3 4 5 6  Prezențe în UEFA Champions League
4. 1 2  Prezențe în Supercopa de España
5. ↑  Patru prezențe în UEFA Champions League, două prezențe în UEFA Europa League
6. ↑  Prezențe în UEFA Europa Conference League

## Palmares

### Club
Nancy
- Ligue 2 (1): 2015–16

Barcelona
- La Liga: 2018–19[5]
- Copa del Rey: 2020–21;[6] vice-campion: 2018–19[7]
- Supercopa de España: 2018[8]

Franța
- Locul 3 la Liga Națiunilor UEFA: 2024–25[9]

## Legături externe
- France profile at FFF